# Khair ad-Din
Khair ad-Din (în turcă 'Hızır Hayreddin Pașa', 1478 -1546), cunoscut și sub numele Barbarossa (Barbă-Roșie), a fost un amiral al Imperiului Otoman, care a cucerit Tunisia și o parte a Algeriei pentru sultanul de la Istanbul.

## Originea
Tatăl său, Iacob, a fost ienicer de origine albaneză. Din căsătoria acestuia cu văduva unui preot grec au rezultat patru copii, dintre care cel mai mic a fost Khair.

## Primele raiduri de piraterie
Hayreddin a învățat tehnica marinăriei de la fratele său mai mare, Oruç Reis, numit „Baba Arduș”.

## Victoria de la Preveza
În Bătălia de la Preveza, desfășurată pe 28 septembrie 1538, a repurtat victoria asupra flotei creștine comandate de genovezul Andrea Doria. Această victorie a asigurat Imperiului Otoman dominația asupra Mării Mediterane până la bătălia de la Lepanto din 1571.